# Guiry-en-Vexin
Guiry-en-Vexin är en kommun i departementet Val-d'Oise i regionen Île-de-France i norra Frankrike. Kommunen ligger i kantonen Vigny som tillhör arrondissementet Pontoise. År 2022 hade Guiry-en-Vexin 151 invånare.

## Befolkningsutveckling
Antalet invånare i kommunen Guiry-en-Vexin
| Referens: INSEE |